# Айман аль-Завагірі
Айман аз-Завагірі (араб. أيمن الظّواهري, Ayman az-Zawahiri, точна транслітерація ALFB: Åỉmɑn alƵ̑ɑuaeɩri) (19 червня 1951 , Мааді, Каїр, Єгипетське королівство  — 31 липня 2022 , Кабул ) — єгипетський терорист, лідер Аль-Каїди, письменник, хірург.

## Життєпис
Народився в Гізі в сім'ї професора фармакології. В 1974 році закінчив медичний факультет Каїрського університету за спеціальністю хірург. В 70-ті роки, Завагірі став одним із лідерів єгипетського екстремістського угрупування «Ісламський джихад». У 1981 році був ув'язнений через підозру до причетності убивства президента Анвара Садата. Йому висунули звинувачення у зберіганні вогнепальної зброї. Відсидівши 3 роки, Завагірі вирушив до Афганістану як моджахед. Пізніше очолив групу приблизно із тисячі «єгипетських афганців», що влилися в ядро «Аль-Каїди». В Єгипті Айман аз-Завагірі заочно приговорений до смертної кари. 25 вересня 2001 року Інтерпол видав ордер на його арешт. Агентство Бі-Бі-Сі назвало Завагірі «другою людиною в Аль-Каїді». Після смерті Усами Бен Ладена став «терористом № 1».

## Ліквідація
31 липня 2022 року в Кабулі, столиці Афганістану, безпілотник США знищив Аймана аз-Завагірі.
2 серпня Президент США Джо Байден офіційно підтвердив факт ліквідації, жертв серед мирного населення не було. Терориста ліквідували з безпілотника 3 ракетами Hellfire R9X, дві з яких влучили в ціль.